# Blanquerna
|  | Aquest article tracta sobre la novel·la medieval. Vegeu-ne altres significats a «Blanquerna (desambiguació)». |

El Llibre d'Evast e d'Aloma e de Blaquerna son fill, més conegut com a Blaquerna o, tradicionalment, Blanquerna, és una novel·la de Ramon Llull que va tenir una enorme influència en la narrativa de l'edat mitjana i en els escriptors posteriors.

## Història
Escrita a Montpeller el 1283, l'obra descriu amb molta vivacitat i de manera realista la vida medieval, en contrast amb les novel·les de cavalleries de l'època, que tenen una presència molt més marcada de l'element fantàstic. Seguint la seva vocació religiosa, el protagonista inicia una recerca de Déu mitjançant un viatge vital que, a desgrat d'ell mateix, el durà a ser monjo, abat, bisbe i Papa. Finalment, esdevindrà ermità, per Llull l'estat de màxima perfecció espiritual. És una de les obres que podem considerar com a novel·les de Ramon Llull. Llull l'escriu amb la intenció d'arribar a tota mena de públic i, per aquest motiu, disfressa la seva veritable intenció –donar un model de vida cristiana a seguir per a matrimonis, vídues, fills i homes de religió– sota l'aparença d'una novel·la d'aventures, amb un "heroi": Blanquerna.

## Argument
La novel·la s'inicia amb el matrimoni d'Evast i Aloma, que, com podem imaginar, són un model de matrimoni cristià a seguir; aquests tenen un fill, Blanquerna, que és un fill exemplar (un altre model); aquest noi, quan es fa gran, s'ha de casar –almenys aquesta és la intenció dels seus pares– i li presenten una noia, Natana, model de virtuts, filla d'una dona vídua (evidentment, també un model per a totes les vídues). Tanmateix, Blanquerna comunica als seus pares que el seu desig és dedicar la seva vida a Déu, convenç Natana que faci el mateix i ingressen en un monestir i en un convent, respectivament. Blanquerna, gràcies als seus mèrits, va ascendint dins la jerarquia eclesiàstica i alhora va organitzant a la perfecció tots els estaments per on passa fins al punt que l'elegeixen Sant Pare; arribat a aquest punt, organitza el món cristià i un cop complerta la tasca, es retira de la vida mundana i es fa ermità, la qual cosa li permet una veritable comunicació espiritual amb Déu, que en definitiva era el seu desig més íntim.

## Llibre d'Amic e Amat
Situat pràcticament al final del Libre d'Evast e Aloma e Blanquerna, el Libre d'Amic e Amat és un compendi de sentències que escriu el protagonista, Blanquerna, quan ja ha renunciat al pontificat i s'ha retirat a fer vida contemplativa. L'escriu empès per un altre ermità, que se sent alarmat per les temptacions que tenen altres ermitans de no seguir el camí que marca Déu.
Els 366 versicles –un per dia, comptant els anys de traspàs– estan pensats perquè un ermità pugui passar tot el dia meditant sobre la idea que conté un sol versicle, de manera que són un exercici d'intensitat i de síntesi. Potser fins aquesta època mai ningú no havia donat tanta importància com Llull a la capacitat humana de raonar, de manera que amb poques paraules podia construir tot un univers.
Tots els versicles tenen un element que els uneix: són construïts sobre una gran metàfora que converteix l'home en l'Amic (el monjo, l'ermità), Déu en l'Amat i la relació que s'estableix entre tots dos, sovint personificada, en l'Amor.
Quan Ramon Llull va escriure el Libre d'Amic e Amat es va regir per la idea didàctica que va dominar tota la seva vida: la correcta contemplació de Déu i la conversió de la humanitat al cristianisme. Per això els versicles, que són molt breus (amb una mitjana de sis línies), com podem veure en aquests exemples, no s'escapen d'aquesta premissa, i l'objectiu final de tot el llibre és facilitar la comprensió de l'amor de Déu. Descobreix, com a tota l'obra Llull, que per a ell la literatura va ser únicament un recurs, una tècnica per fer raonar l'home davant del misteri diví.
Amb aquests exemples podem concloure que tot i ser escrit en prosa i tenir un objectiu místic, el Libre d'Amic e Amat és l'obra més poètica de Llull, perquè recull molts dels tòpics trobadorescos de l'època, hi aplica recursos propis de la poesia i tot ell té un to líric i simbòlic que no tenen altres obres de l'escriptor.

## Alguns versicles
Versicle 26. Cantaven los aucells l'alba, e despertà's l'amich, qui és l'alba; e los aucells feniren lur cant, e l'amich muri per l'amat en l'alba.
Versicle 27. Cantava l'aucell en lo verger de l'Amat. Venc l'amic, qui dix a l'aucell: —Si no ens entenem per llenguatge, entenam-nos per amor, cor en lo teu cant se representa a mos ulls mon Amat.
Versicle 100. Lo lum de la cambra de l'amat vench inluminar la cambra de l'amic, per ço que·n gitàs tenebres e que la umplis de plaers, e de langors e de pensaments. E l'amich gità de sa cambra totes coses, per ço que hi cabés amat.
Versicle 233. Los senyals de les amors que·l amich fa son amat són: en lo començament plors, e en lo mig tribucions, e en la fi mort. E per aquells senyals l'amic preyca los amadors de son amat.
Versicle 235. Amor és mar tribulada de ondes e de vents, qui no ha port ni ribatge. Pereix l'amich en la mar, e en son perill pereixen sos turments e neixen sos compliments.
Versicle 295. Perillava l'amic en lo gran pèlag d'amor; e confiava’s en son Amat, qui li acorria ab tribulacions, pensaments, llàgremes e plors, sospirs e llanguiments, per ço cor lo pèlag era d'amors e d'honrar ses honors.

## Influència
Atès que és una de les obres de Llull que més ha transcendit, ha servit d'inspiració pel nom de moltes d'organitzacions culturals i acadèmiques i també carrers.
- Carrer de Blanquerna, carrer de la ciutat de Mallorca el nom del qual fou imposat el 1929.
- Mútua Escolar Blanquerna, institució escolar fundada a Barcelona el 1923 i dissolta el 1939.
- Fundació Blanquerna, fundació creada a Barcelona el 1948 a iniciativa del Bisbat de Barcelona i fundadora de la Universitat Ramon Llull.
  - Observatori Blanquerna de Comunicació, Religió i Cultura, espai d'investigació del fenomen religiós presentat el 2012 i vinculat a la Facultat de Comunicació de la Universitat Ramon Llull.
- Grup Blanquerna, espai de reflexió sobiranista creat a Mallorca el 1980.
- Esplai Blanquerna, centre d'esplai creat a Tortosa el 1980.
- Centre Cultural Blanquerna, centre cultural vinculat a la delegació de la Generalitat de Catalunya a Madrid i creat el 1993. Es va donar a conèixer entre el gran públic el 2013 arran de l'assalt al Blanquerna.
  - Premi Blanquerna, premis atorgats per la Generalitat, per mitjà del Centre Cultural Blanquerna, de 1993 ençà, amb l'objectiu de reconèixer la tasca de persones o entitats que s'han distingit per la seva contribució a la promoció de Catalunya.